# Jornalismo gonzo

O "punho Gonzo", caracterizado por dois polegares e quatro dedos segurando um botão de peiote, foi originalmente usado na campanha de Hunter S. Thompson em 1970 para xerife do Condado de Pitkin, Colorado. Desde então, tornou-se um símbolo do jornalismo gonzo.

Jornalismo gonzo é um estilo de jornalismo escrito sem pretensões de objetividade, muitas vezes incluindo o repórter como parte da história usando uma narrativa em primeira pessoa. Acredita-se que a palavra "gonzo" tenha sido usada pela primeira vez em 1970 para descrever um artigo sobre o Kentucky Derby escrito por Hunter S. Thompson, que popularizou o estilo. É um estilo de escrita participativa e enérgica no qual o autor é um protagonista e extrai seu poder de uma combinação de crítica social e autossátira. Desde então, tem sido aplicado a outros esforços artísticos subjetivos.
O jornalismo gonzo envolve uma abordagem de precisão que diz respeito ao relato de experiências e emoções pessoais, em contraste com o jornalismo tradicional, que favorece um estilo imparcial e se baseia em fatos ou citações que podem ser verificados por terceiros. O jornalismo gonzo desconsidera o produto estritamente editado, outrora favorecido pela mídia jornalística, e busca uma abordagem mais pessoal; a personalidade de um texto é tão importante quanto o evento ou o assunto real. O uso de sarcasmo, humor, exagero e palavrões é comum.
Thompson, que estava entre os antepassados do movimento do Novo Jornalismo, disse na edição de 15 de fevereiro de 1973 da Rolling Stone: "Se eu tivesse escrito a verdade que sabia nos últimos dez anos, cerca de 600 pessoas — incluindo eu — estariam apodrecendo em celas de prisão do Rio a Seattle hoje. A verdade absoluta é uma mercadoria muito rara e perigosa no contexto do jornalismo profissional."

## Etimologia
O termo gonzo foi usado pela primeira vez em conexão com Hunter S. Thompson pelo editor da revista The Boston Globe, Bill Cardoso, em 1970. Ele descreveu o artigo de Thompson "O Derby de Kentucky é decadente e depravado", que foi escrito para a edição de junho de 1970 do Scanlan's Monthly, como "puro jornalismo gonzo". Isso é anterior à estreia do muppet Gonzo em dezembro de 1970 em The Great Santa Claus Switch. Cardoso disse que gonzo era uma gíria irlandesa de South Boston que descreve o último homem de pé após uma maratona de bebida que durou a noite toda. Ele também disse que era uma corruptela da palavra francesa canadense gonzeaux, que significa "caminho brilhante", embora isso seja contestado.
Outra especulação é que a palavra pode ter sido inspirada no hit de 1960 "Gonzo", do pianista de rhythm and blues James Booker. Esta possibilidade é apoiada por uma biografia oral de Thompson de 2007, que afirma que o termo foi retirado de uma canção de Booker, mas não explica por que Thompson ou Cardoso teriam escolhido o termo para descrever esse tipo de jornalismo. O documentário de 2013 Bayou Maharaja: The Tragic Genius of James Booker cita o executor literário de Thompson dizendo que a canção foi a origem do termo. De acordo com uma nota biográfica de Greg Johnson sobre Booker, o título da música "Gonzo" vem de um personagem de um filme chamado The Pusher, que por sua vez pode ter sido inspirado por um romance de Evan Hunter de 1956 com o mesmo título. O próprio Thompson usou o termo pela primeira vez referindo-se ao seu próprio trabalho na página 12 do clássico da contracultura Medo e Delírio em Las Vegas . Ele escreveu: "Mas qual era a história? Ninguém se preocupou em dizer. Então, teríamos que inventá-la por conta própria. Livre iniciativa. O sonho americano. Horatio Alger enlouquecido pelas drogas em Las Vegas. Faça isso agora: puro jornalismo gonzo."